# Georg Johansson
Georg Johansson (né le 23 avril 1910 et mort le 12 janvier 1996) est un footballeur international suédois, qui évoluait au poste de milieu de terrain.

## Biographie
On sait peu de choses sur lui sauf qu'il évoluait dans le club de l'Örgryte IS lorsqu'en international avec l'équipe de Suède, il évolue durant la coupe du monde 1934 en Italie, où son pays atteint les quarts-de-finale.